# General Antonio Elizalde kanton
General Antonio Elizalde kanton Ecuador csendes-óceáni partvidékén található Guayas tartomány keleti, középső részén. Közigazgatási központja General Antonio Elizalde. A kanton népessége a 2001-es népszámlálás adatai alapján 8696 fő volt.

## Fordítás
Ez a szócikk részben vagy egészben  a   General Antonio Elizalde Canton című angol Wikipédia-szócikk ezen változatának fordításán alapul.  Az eredeti cikk szerkesztőit annak laptörténete sorolja fel. Ez a jelzés csupán a megfogalmazás eredetét és a szerzői jogokat jelzi, nem szolgál a cikkben szereplő információk forrásmegjelöléseként.